# Sant Jaume dels Domenys
Sant Jaume dels Domenys è un comune spagnolo di 1 500 abitanti situato nella comunità autonoma della Catalogna.